# 麦满分

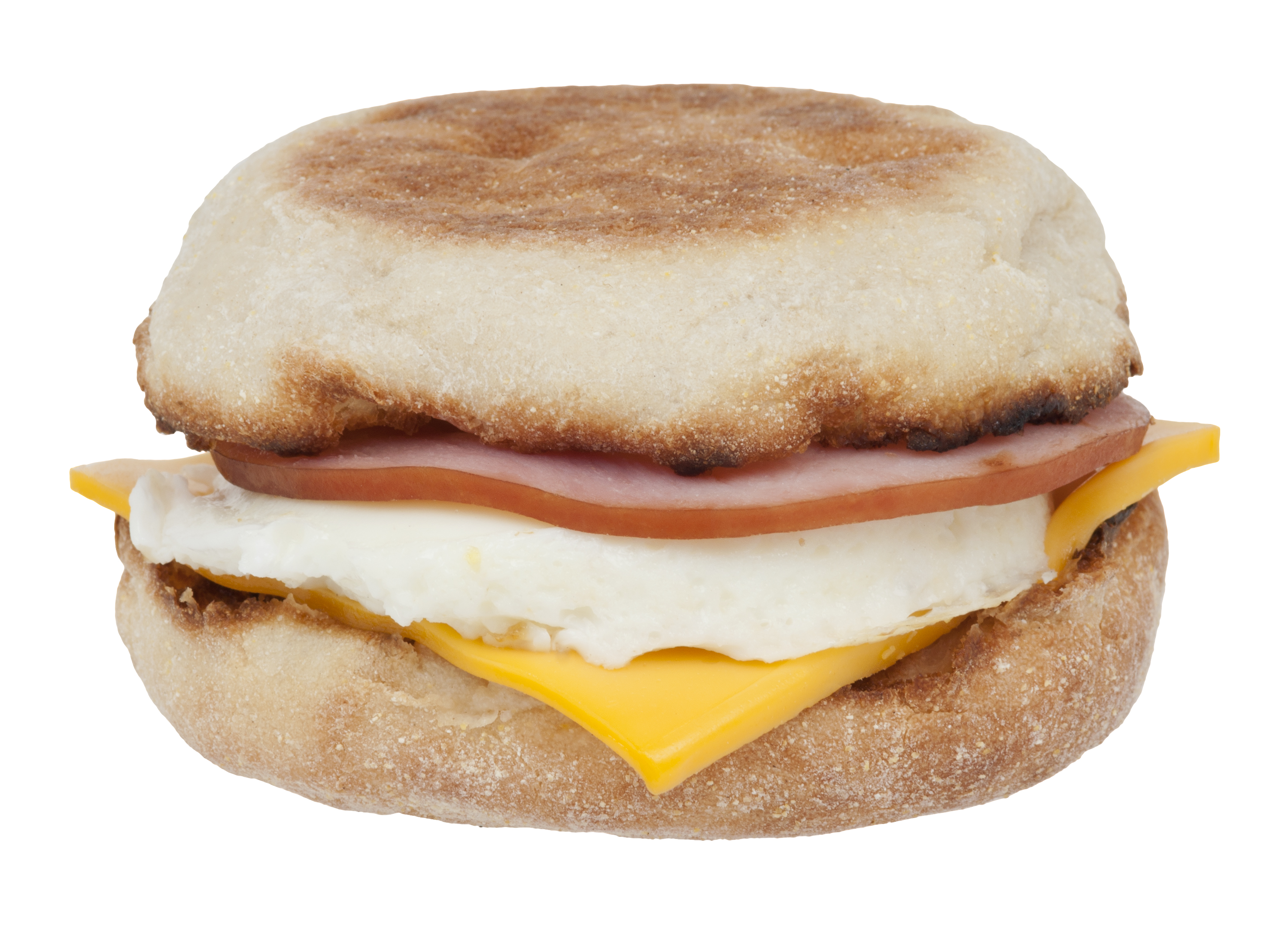
吉士蛋麦满分（Egg McMuffin）

麦满分是快餐连锁店麦当劳的标志性早餐三文治。麦满分指一系列的不同尺寸和构成的多种早餐三文治。由哈勃·皮德遜发明的。

## 材料
麦满分由两块英式瑪芬夹其他一些材料构成，这些材料可能有芝士、圆形煎蛋、肉类、蔬菜等。其中，圆形煎蛋是将鸡蛋放在涂有聚四氟乙烯的环形易潔鑊容器中烹饪而成的。

## 种类

### 美國
- 吉士蛋麦满分（Egg McMuffin）：包含一片芝士、一份煎蛋、一份火腿，以及佐料。
- 猪柳麦满分（Sausage McMuffin）包含一片芝士、一片猪排。
- 猪柳蛋麦满分（Sausage McMuffin with Egg）在猪柳麦满分的基础上增加了一份煎蛋。

### 英國
- 猪柳蛋麦满分（Sausage and Egg McMuffin）：在猪柳麦满分的基础上增加了一份煎蛋。
- 雙層猪柳蛋麦满分（Double Sausage & Egg McMuffin）：包含一片芝士、一份煎蛋、兩片猪排。
- 烟肉蛋麦满分（Bacon & Egg McMuffin）：包含一片芝士、一片烟肉、一份煎蛋。
- 雙烟肉蛋麦满分（Double Bacon & Egg McMuffin）：包含一片芝士、兩片烟肉、一份煎蛋。

### 澳大利亞
- 牛柳麦满分（Sausage McMuffin）:包含一片芝士、一片牛排。
- 牛柳蛋麦满分（Sausage and Egg McMuffin）：在牛柳麦满分的基础上增加了一份煎蛋。
- 烟肉蛋麦满分（Bacon & Egg McMuffin）：包含一片芝士、一片烟肉、一份煎蛋。
- 強力麦满分（Mighty McMuffin）：包含一片芝士、二片火腿片、一份煎蛋。
- 麥滿分麵包 （English Muffin）：將麥滿分用麵包直接烤過後即供餐，不夾任何配料。

### 中國大陆
中国麦当劳餐厅早餐时段提供吉士蛋麦满分、猪柳麦满分、猪柳蛋麦满分、烟肉蛋麦满分、原味板烧鸡腿麦满分。

### 台灣
臺灣麥當勞提供滿福堡、豬肉滿福堡、豬肉滿福堡加蛋、無敵豬肉滿福堡加蛋、滿福香雞堡、滿福香雞堡加蛋、青蔬滿福堡及相應套餐。

### 香港和澳門
香港和澳門麥當勞提供豬柳漢堡、豬柳蛋漢堡、煙肉蛋漢堡及相應套餐。
- 豬柳漢堡：包含一片芝士、一片豬柳。
- 豬柳蛋漢堡：在豬柳漢堡的基础上增加了一份煎蛋。
- Double豬柳蛋漢堡：在豬柳蛋漢堡的基础上增加了一片猪柳。(供應期有限)
- 煙肉蛋漢堡：包含一片芝士、一片煙肉、一份煎蛋。

### 德國
- 烟肉蛋麦满分（McMuffin Bacon & Egg）：包含一片芝士、一片烟肉、一份煎蛋，以及番茄酱等佐料。
- 猪柳蛋麦满分（McMuffin Sausage & Egg）：包含一片芝士、一片猪排、一份煎蛋，以及番茄酱等佐料。
- 番茄莴苣猪柳麦满分（McMuffin Sausage TS）：包含一片芝士、一片猪排，加上番茄片和莴苣叶，以及白汁酱等佐料。
- 鲜蔬鸡肉麦满分（McMuffin Fresh Chicken）：包含一片芝士、一片炸鸡排，加上番茄片和莴苣叶，以及芥末奶油酱等佐料。
- 鸡肉烟肉麦满分（McMuffin Chicken & Bacon）：包含一片芝士、一片烟肉、一份煎蛋、一片炸鸡排，以及番茄酱和芥末奶油酱等佐料。

### 日本
- 吉士蛋麦满分（エッグマックマフィン）：包含一片芝士、一份煎蛋，以及番茄酱等佐料。
- 猪柳麦满分（ソーセージマフィン）包含一片芝士、一片猪排。
- 猪柳蛋麦满分（ソーセージエッグマフィン）在猪柳麦满分的基础上增加了一份煎蛋。
- 生菜沙拉麦满分（サラダマリネマフィン）包含一份生菜沙拉、培根、酱汁等。
- 超大麥滿分（メガマフィン）包含一片芝士、一份煎蛋、兩片烟肉、兩份猪排，以及番茄酱等佐料。